# Bryan Bergougnoux
Pour les articles homonymes, voir Bergougnoux.
Bryan Bergougnoux, né le 12 janvier 1983 à Lyon 4e, est un ancien footballeur français qui évoluait au poste de milieu offensif. Il est actuellement entraîneur adjoint de Didier Digard au Havre AC.

## Carrière

### Joueur
En 1996, il intègre le centre de préformation de Vichy, pour deux saisons.
Il est ensuite formé à l'Olympique lyonnais, et apparaît pour la première fois en championnat de France à l'âge de 18 ans, en juillet 2001 au stade Bollaert de Lens lors de la première journée de Division 1, son seul match de la saison chez les professionnels. La saison suivante en 2002-2003, il ne joue aucun match ne retrouvant les terrains de Ligue 1 qu'à partir de la saison suivante où il commence à se faire une place en disputant 11 rencontres.
En 2004-2005, il fait 24 apparitions dans l'équipe lyonnaise, et marque à quatre reprises. Il fête ainsi son troisième titre de champion de France à seulement 22 ans. Son premier but en championnat est inscrit en janvier 2005 face à Sochaux d'une frappe du droit. Il a l'occasion de faire ses débuts en Ligue des champions avec l'OL et marque par ailleurs son premier but lors de dernière journée des phases de poules contre le Sparta Prague. Il a fait partie de l'équipe de France espoirs ; son doublé face au brésil en demi finale et son but inscrit face à la Suède permettent aux Bleuets de remporter le Festival International Espoirs de Toulon 2004. Il est auteur de 10 buts en sélection espoirs.
En 2005, Bryan Bergougnoux décide de changer d'horizon en raison du manque de temps dont il allait être l'objet avec la venue de Gérard Houllier à Lyon. Il est transféré au Toulouse Football Club au début de la saison 2005-2006. Malgré des performances intéressantes les premiers mois (but de la victoire contre l'Olympique de Marseille ou le LOSC), il alterne le bon et le moins bon.
En juin 2009, à la suite d'une bonne dernière saison, Bryan  ne souhaite pas prolonger son contrat qui prend fin, et s'engage pour trois ans avec le club de Lecce le 13 août 2009, où il découvre pour la première fois le championnat italien et notamment la Série B qu'il remporte lors de sa première saison malgré un temps de jeu limité.
Après six mois sans jouer en série A, il est prêté à Châteauroux le 30 janvier 2011 jusqu'à la fin de la saison.
La saison suivante il est prêté cette fois à l'Omonia Nicosie en Chypre ou il rejoint son coéquipier castelroussain Sofyane Cherfa qui a beaucoup œuvré pour sa venue.
Le 31 août 2012, il signe au Tours FC pour une saison, plus une autre en option.
Pilier durant de longues saisons dans cette équipe avec laquelle il truste souvent les premières places, il ne parvient pas à rejoindre la Ligue 1. Moins en vue à partir de la saison 2016/2017, il sera mis à l'écart et ne pourra rien face à la descente en National 1 qui intervient en 2017-2018. Il quitte alors le football professionnel et rejoint le Thonon Évian FC dans un rôle d'entraîneur/joueur.

### Entraîneur
Pour sa première saison en tant qu'entraineur il remporte le Championnat de Régional 2 et permet à son club d'accéder au championnat de R1.
Malgré cela le club change d'entraineur et Bryan devient éducateur des U18R1 avec lesquels il est toujours en course pour la montée quand le Covid met un terme aux compétitions.
Le 6 mai 2021, il est de retour au poste d' entraîneur principal de l’équipe 1 du Thonon Évian Grand Genève Football Club (National 3) et manager général chargé de la formation pour l’ensemble de la partie élite.
En juin 2022, à l'issue de la saison 2021-2022, Thonon Évian Grand Genève Football Club est champion du groupe Auvergne-Rhône-Alpes et Champion de France N3 toutes poules confondues, ce qui permet au club de monter en National 2, niveau auquel Bryan Bergougnoux continue à officier comme entraîneur. Le 6 avril 2023, Bergougnoux intègre la promotion 2023-2024 du Brevet d'entraîneur professionnel de football. En août 2024, il débarque sur le banc d'un club où il a mis un terme à sa carrière en 2018, le Tours FC. Faisant face à de graves difficultés financières, le club tourangeau est liquidé et disparaît en février 2025.
En juin 2025, il devient entraîneur adjoint dans le staff de Didier Digard au Havre AC, club de Ligue 1.

## Statistiques
| Saison                | Club                  | Championnat           | Championnat | Championnat | Coupe nationale | Coupe nationale | Coupe de la Ligue | Coupe de la Ligue | Supercoupe | Supercoupe | Compétition(s) continentale(s) | Compétition(s) continentale(s) | Compétition(s) continentale(s) | Total | Total |
| Saison                | Club                  | Division              | M.          | B.          | M.              | B.              | M.                | B.                | M.         | B.         | Comp.                          | M.                             | B.                             | M.    | B.    |
| 2001-2002             | Olympique lyonnais    | Division 1            | 1           | 0           | -               | -               | -                 | -                 | -          | -          | -                              | -                              | -                              | 1     | 0     |
| 2002-2003             | Olympique lyonnais    | Ligue 1               | -           | -           | -               | -               | -                 | -                 | -          | -          | -                              | -                              | -                              | 0     | 0     |
| 2003-2004             | Olympique lyonnais    | Ligue 1               | 11          | 0           | 3               | 1               | -                 | -                 | 1          | 0          | C1                             | 1                              | 0                              | 16    | 1     |
| 2004-2005             | Olympique lyonnais    | Ligue 1               | 24          | 4           | 3               | 0               | 1                 | 0                 | 1          | 0          | C1                             | 2                              | 1                              | 31    | 5     |
| 2005-2006             | Toulouse FC           | Ligue 1               | 33          | 3           | 1               | 0               | 2                 | 0                 | -          | -          | -                              | -                              | -                              | 36    | 3     |
| 2006-2007             | Toulouse FC           | Ligue 1               | 33          | 3           | 2               | 0               | 2                 | 1                 | -          | -          | -                              | -                              | -                              | 37    | 4     |
| 2007-2008             | Toulouse FC           | Ligue 1               | 18          | 1           | -               | -               | 1                 | 0                 | -          | -          | C1+C3                          | 2+6                            | 0+0                            | 27    | 1     |
| 2008-2009             | Toulouse FC           | Ligue 1               | 23          | 2           | 3               | 0               | 1                 | 0                 | -          | -          | -                              | -                              | -                              | 27    | 2     |
| 2009-2010             | US Lecce              | Serie B               | 11          | 0           | -               | -               | -                 | -                 | -          | -          | -                              | -                              | -                              | 11    | 0     |
| 2010-2011             | US Lecce              | Serie A               | -           | -           | 2               | 0               | -                 | -                 | -          | -          | -                              | -                              | -                              | 2     | 0     |
| 2010-2011             | LB Châteauroux (prêt) | Ligue 2               | 14          | 6           | -               | -               | -                 | -                 | -          | -          | -                              | -                              | -                              | 14    | 6     |
| 2011-2012             | Omonia Nicosie (prêt) | LB Championship       | 11          | 1           | 5               | 2               | -                 | -                 | -          | -          | -                              | -                              | -                              | 16    | 3     |
| 2012-2013             | Tours FC              | Ligue 2               | 32          | 9           | 1               | 0               | -                 | -                 | -          | -          | -                              | -                              | -                              | 33    | 9     |
| 2013-2014             | Tours FC              | Ligue 2               | 33          | 1           | 1               | 0               | 4                 | 3                 | -          | -          | -                              | -                              | -                              | 38    | 4     |
| 2014-2015             | Tours FC              | Ligue 2               | 38          | 8           | 4               | 4               | 1                 | 0                 | -          | -          | -                              | -                              | -                              | 43    | 12    |
| 2015-2016             | Tours FC              | Ligue 2               | 30          | 2           | 2               | 0               | 4                 | 1                 | -          | -          | -                              | -                              | -                              | 36    | 3     |
| 2016-2017             | Tours FC              | Ligue 2               | 22          | 4           | 1               | 1               | 1                 | 0                 | -          | -          | -                              | -                              | -                              | 24    | 5     |
| 2017-2018             | Tours FC              | Ligue 2               | 13          | 1           | 1               | 0               | 3                 | 0                 | -          | -          | -                              | -                              | -                              | 17    | 1     |
| Total sur la carrière | Total sur la carrière | Total sur la carrière | 347         | 45          | 29              | 8               | 20                | 5                 | 2          | 0          | -                              | 11                             | 1                              | 409   | 59    |

## Palmarès

### Joueur

#### En club
Il est champion de France avec l'Olympique lyonnais à trois reprises en 2002, 2004 et 2005. Il remporte le Trophée des champions 2003 en entrant en jeu à la place de Julien Viale contre l'AJ Auxerre et en 2004 contre le Paris SG en entrant en jeu à la place de Pierre-Alain Frau et en marquant le premier tir au but lyonnais.
Avec l'US Lecce, il est Champion d'Italie de Série B en 2010.
Avec l'Omónia Nicosie il remporte la Coupe de Chypre 2011-2012.

#### En sélection
Avec l'équipe de France espoirs, il remporte le Tournoi de Toulon 2004 en marquant le seul but de la finale contre la Suède.

#### Distinction personnelle
Il termine meilleur buteur du Tournoi de Toulon en 2004 avec quatre réalisations.

### Entraîneur
- Champion Régional 2 Auvergne-Rhône-Alpes.
- Champion du groupe Auvergne-Rhône-Alpes, National 3 2021-2022, accession en National 2.
- Champion de France National 3 2021-2022, toutes poules confondues.